# رولف لانداور
رولف لانداور (به آلمانی: Rolf Landauer) (زادهٔ ۴ فوریهٔ ۱۹۲۷ – درگذشتهٔ ۲۸ آوریل ۱۹۹۹) یک فیزیک‌دان اهل آلمان بود.